# セキュリティ識別子
セキュリティ識別子 (Security Identifier, Security ID, SID) は、Microsoft Windows NT系のオペレーティングシステムにおいて、ユーザー、所属グループ、コンピュータ、ログオンセッションを識別するためにシステムによって付与される固有の番号であり、以下のような形式をとる。桁数は可変である。
```
S-1-5-21-1680901638-3810371154-032732121-1021
```

セキュリティ識別子をユーザーが目にする機会はほとんどないが、システム内部では、ログオンの可否や共有フォルダなどへのアクセス制御を、ユーザー名やコンピュータ名ではなくセキュリティ識別子を使用してアクセス制御リスト (ACL) を参照することで行っている。これは、以前に削除したユーザー名と同じユーザー名を別の利用者に割り当てた場合、以前の利用者の権限でアクセスできてしまうことを防ぐことと、結婚して姓が変わるなどしてユーザー名を変更しても以前設定した権限でアクセスできるようにするためである。そのため、間違ってアカウントを削除してしまい、新しく同じ名前で作成したとしても内部での扱いは別物として扱われるため、以前のユーザーでアクセス権を割り当てたオブジェクトにアクセスできない(不明なSIDとなる)。